# Trachytidae
Trachytidae es una familia de ácaros perteneciente al orden Mesostigmata.

## Géneros
La familia comprende los siguientes géneros:
- Polyaspinus Berlese, 1916
- Trachytes Michael, 1894
- Uroseius Berlese, 1888